# غلاف جوي قديم

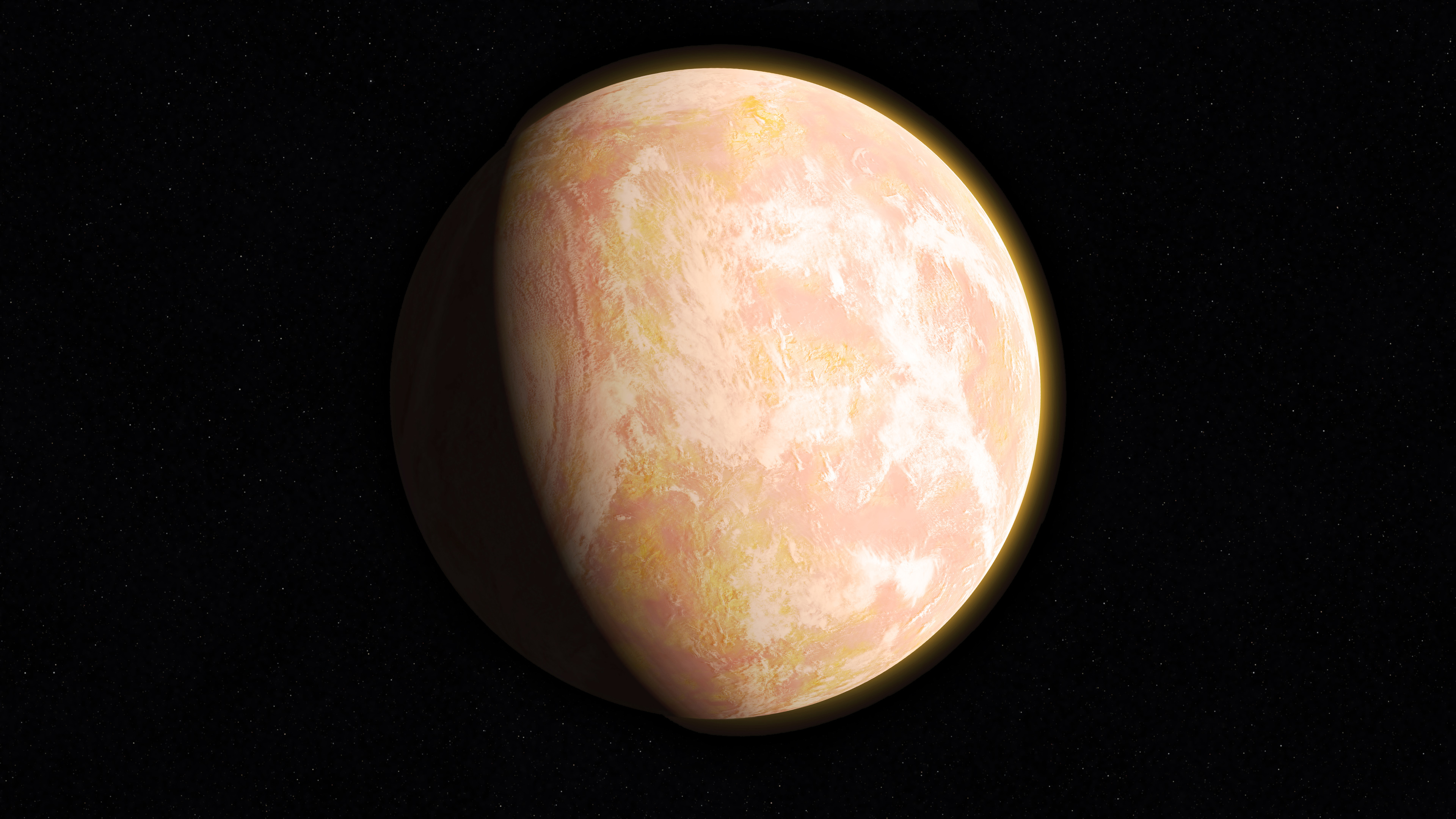
الأرض المبكرة، برتقالية باهتة - ناسا

يشير مصطلح الغلاف الجوي القديم (Paleoatmosphere أو palaeoatmosphere) إلى الغلاف الجوي، وخصوصًا المحيط بكوكب الأرض في زمن غير محدد في الماضي الجيولوجي.
يمكن الاستدلال في الوقت الحاضر على تركيبة الغلاف الجوي القديم للأرض من خلال دراسة المواد المساندة الوفيرة، مثل أكسيد الحديد والفحم النباتي والكثافة المسامية للأوراق الأحفورية في الرواسب الجيولوجية. وعلى الرغم من أن الغلاف الجوي الحالي يتكون بشكل رئيسي من النيتروجين (حوالي 78%) والأكسجين (حوالي 21%) والأرغون (حوالي 1%)، فيُعتقد أن الغلاف الجوي قبل البيولوجي كان مختزلاً للغاية وأنه لم يحتوِ فعليًا على أكسجين حر أو غاز الأرغون، الذي نتج عن الانحلال الإشعاعي لـ40K، وأنه تكون في الأساس من النيتروجين وثاني أكسيد الكربون والميثان.
يحتمل أن التركيزات الكبيرة من الأكسجين الحر لم تكن موجودة إلا منذ حوالي 2.5 مليار سنة. وبعد حدث الأكسدة الكبير، بدأت كميات الأكسجين الصادرة كناتج ثانوي لعملية التمثيل الضوئي بواسطة الزراقم أو الطحالب الخضراء المزرقة في تجاوز كميات المواد المختزلة كيميائيًا، وخصوصًا الحديد المذاب. ومع بداية العصر الكامبري، أي منذ حوالي 541 مليون سنة، زادت تركيزات الأكسجين الحر بدرجة تكفي لتطور الكائنات الحية متعددة الخلايا. وبعد ظهور الكائنات متعددة الخلايا، حدث تطور سريع وإشعاع لنباتات الأرض التي كست معظم سطح الكرة الأرضية، وهو ما بدأ قبل نحو 450 مليون سنة، وعندئذ وصلت تركيزات الأكسجين، بل وتجاوزت لاحقًا، القيم الحالية خلال العصر الكربوني المبكر، وذلك عندما انخفض غاز CO2 الجوي عن التركيزات الحالية.